# 石桥 (杭州市)
石桥，原名古通济桥，位于中国杭州市拱墅区石桥街道上塘河支流石桥河上，现为杭州市文物保护单位。建于明嘉靖二十三年（1545年），由于桥基采用半山半山山脚岩石，直接以石砌筑而没有木桩，故称石桥。桥洞中有莲花座雕刻并附年代，四面桥墩都刻有楹联，题曰“一箭春水开明镜，两岸桃花夹彩虹，通畎浍以滋我稼，济往来而达行踪”。桥长13.1米，宽2.3米，高3.7米，为为单孔石拱桥，南北跨越桃花漾与南大河之间的石桥河。石桥位于石桥集镇的中心，旧为周边的农产品集散地，当地人俗称石桥而不称古通济桥。